# Buroche Components
Buroche Components Ltd. war ein britischer Hersteller von Automobilen und Kits.

## Unternehmensgeschichte
Das Unternehmen war an der Alma Road 16 in St Albans ansässig. 1954 begann die Produktion von Automobilen und Kits. Der Markenname lautete Buroche. Im gleichen Jahr endete die Produktion. Insgesamt entstanden etwa vier Exemplare.

## Fahrzeuge
Im Angebot stand nur ein Modell. Es war ein offener Zweisitzer und ähnelte den damaligen Rennwagen von Ferrari. Die Karosserie bestand aus Aluminium. Die vorderen Kotflügel waren nicht fest mit der Karosserie verbunden, sondern mitlenkend. Das Fahrgestell kam wahlweise vom Ford Prefect (E 93 A) oder vom Austin 7.